# Kościół Matki Bożej Nieustającej Pomocy w Krynicy-Zdroju
Kościół Matki Bożej Nieustającej Pomocy w Krynicy-Zdroju – rzymskokatolicki kościół parafialny należący do parafii pod tym samym wezwaniem (dekanat Krynica-Zdrój diecezji tarnowskiej).

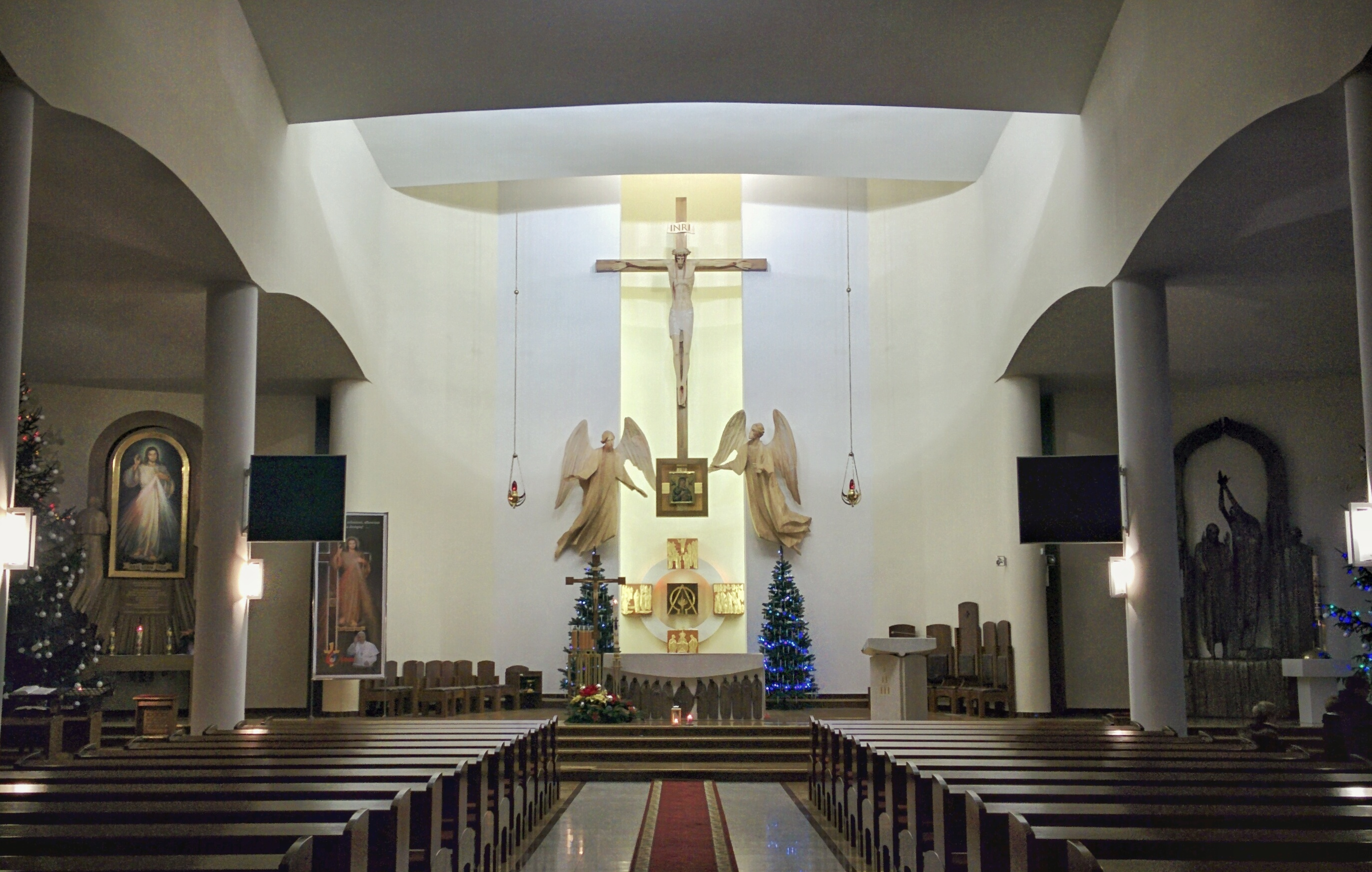
Wnętrze świątyni

Jest to świątynia wzniesiona w latach 2002–2010 według projektu Czesława Białego. Kamień węgielny został wmurowany przez biskupa Wiktora Skworca w dniu 21 września 2003 roku. Prace budowlane zwieńczyło poświęcenie kościoła w dniu 29 czerwca 2010 roku przez biskupa Andrzeja Jeża. Projekt wyposażenia wnętrza świątyni został opracowany przez zespół profesora Wincentego Kućmy (Krzysztof Kućma i Zbigniew Prokop).
Pozłacane tabernakulum z inskrypcją Α/Ω otaczają cztery płaskorzeźby, przedstawiające sceny biblijne: Rozmnożenie Chleba, Cud w Kanie Galilejskiej, Ostatnia Wieczerza i Jezus Zmartwychwstały rozpoznany przy łamaniu chleba. Nad tabernakulum znajduje się wizerunek ukrzyżowanego, a pod krzyżem obraz patronki Matki Bożej Nieustającej Pomocy adorowany przez Aniołów. Ołtarz ofiarny został wykonany z litego bloku granitowego w kształcie stołu, na froncie którego znajduje się odlew Chrystusa w otoczeniu Dwunastu Apostołów. W nawach bocznych są umieszczone: obraz Miłosierdzia Bożego adorowany przez św. Jana Pawła II i św. Siostrę Faustynę Kowalską, ołtarz chrzcielny ze sceną Chrztu Pańskiego w odlewie z brązu i marmurową chrzcielnicą. W głębi nawy są umieszczone dwa przyścienne ołtarzyki św. Józefa i św. Michała Archanioła. Na ścianach bocznych są zawieszone stacje drogi krzyżowej wykonane z drewna.